# Zdeněk Grygera
Zdeněk Grygera (Holešov, República Txeca, 14 de maig de 1980), és un futbolista txec. Juga de defensa i actualment juga al Fulham F. C. de la Premier League d'Anglaterra.

## Trajectòria

### Tescoma Zlín, Drnovice i AC Sparta Praga
Va començar la seva carrera com a professional al FC Tescoma Zlín de la República Txeca, també va jugar al FK Drnovice fins al 2000, quan el va fitxar l'AC Sparta Praga, va estar fins al 2003 a l'AC Sparta Praga i va guanyar dos títols de lliga.

### AFC Ajax
Després de cinc anys jugant al seu país, Grygera decideix fitxar per l'AFC Ajax, va marcar el seu primer gol amb l'equip neerlandès contra el FC Den Bosch amb un marcador final de 5-0. Amb l'AFC Ajax va guanyar una Eredivisie, dues Copa neerlandesa de futbol i dues Supercopa neerlandesa de futbol.

### Juventus FC
L'estiu del 2007 la Juventus FC obté els seus servicis, Zdeněk va estar a la Juventus FC quatre anys, amb La Vecchia Signora no va guanyar cap títol però va ser el club on va tenir més minuts, va jugar 87 partits i va marcar 3 gols.

### Fulham FC
Tot i que li quedava un any de contracte amb la Juventus FC va decidir no seguir al club i va fitxar pel Fulham FC a l'estiu del 2011. En un partit de Premier League contra el Tottenham Hotspur FC es va lesionar el lligament del genoll que el mantindria 6 mesos de baixa.